# James Anderson (koszykarz)
James Anderson (ur. 25 marca 1989 w El Dorado) – amerykański koszykarz występujący na pozycji rzucającego obrońcy, obecnie zawodnik Anadolu Efes.

## Szkoła średnia i college
Anderson grał w szkole średniej w Junction City w Arkansas. W trakcie ostatniego roku gry był liderem strzelców całego stanu, a w meczu finałowym mistrzostw stanowych zdobył 43 punkty. Został wybrany graczem roku w Arkansas. W 2007 wystąpił w meczu gwiazd amerykańskich szkół średnich - McDonald’s All-American.
Na uczelnię wybrał sobie Oklahoma State University. W debiucie zdobył 29 punktów w meczu przeciwko Prairie View. W całym sezonie zdobywał średnio 13,3 punktu i został wybrany do drużyny najlepszych debiutantów konferencji Big 12. W drugim sezonie rzucał już 18,2 punktu i został wybrany do drugiej drużyny konferencji. W 2009 zagrał na uniwersjadzie w Belgradzie, gdzie zdobył brązowy medal. W trakcie swojego trzeciego roku gry był jednym z najlepszych zawodników konferencji Big 12. Był jej najlepszym strzelcem, ze średnią powyżej 22 na mecz. Został wybrany najlepszym zawodnikiem konferencji, a także dostał się do pierwszej drużyny całej NCAA.

## NBA

### San Antonio Spurs
24 czerwca 2010 wybrany w drafcie z 20 numerem przez San Antonio Spurs. 27 października 2010 zadebiutował w meczu przeciwko Indiana Pacers, zdobywając w nim 10 punktów w 27 minut gry. To jego najlepszy strzelecki występ w debiutanckim sezonie. 11 marca 2011 w spotkaniu z Sacramento Kings pierwszy raz zagrał w pierwszej piątce. Zdobył 5 punktów w trakcie 13 minut gry. Łącznie zagrał w 26 meczach, dwukrotnie w pierwszej piątce. Zdobywał 3,6 punktu, a także 0,9 zbiórki i 0,7 asysty na mecz. W trakcie rozgrywek wysyłany był do ligi NBDL, gdzie rozegrał 7 meczów w barwach Austin Toros. Zdobywał w nich średnio 14,7 punktu, 4,9 zbiórki, 2,0 asysty i 1,0 przechwyt na mecz.
Już w drugim meczu nowego sezonu, 28 grudnia 2011 zdobył 12 punktów przeciwko Los Angeles Clippers, ustanawiając nowy rekord kariery. Pobił go dopiero 26 kwietnia 2012 w spotkaniu z Golden State Warriors. Rzucił wtedy 19 punktów i dołożył do tego 7 zbiórek, 3 asysty, 1 przechwyt i 1 blok. W całym sezonie zagrał 51 razy, średnio występując po 11,8 minut na boisku. Zdobywał w tym czasie 3,7 punktu, 1,5 zbiórki i 0,8 asysty na mecz. Zagrał też w 8 meczach fazy play-off, średnio 3,9 minut w każdym, zdobywając 1,4 punktu.
27 września 2012 podpisał niegwarantowany kontrakt z Atlanta Hawks. Po okresie przygotowawczym i meczach sparingowych został zwolniony 27 października. Związał się wtedy z drużyną Bakersfield Jam, grającą w NBDL, a następnie został wymieniony do Rio Grande Valley Vipers. Nie zagrał jednak ani razu w tym zespole, bo 21 listopada 2012 podpisał kontrakt z San Antonio Spurs, by zostać przez nich zwolnionym 20 grudnia. Zdążył w tym czasie 10 razy wybiec na parkiet, zdobywając 3,4 punktu i 1,4 zbiórki w trakcie 9.4 minut gry.

### Houston Rockets
2 stycznia 2013 podpisał nowy kontrakt do końca sezonu z Houston Rockets. 13 lutego w meczu przeciwko Los Angeles Clippers zagrał najlepiej w całym sezonie. Zdobył 14 punktów w trakcie 25 minut gry.
15 lipca 2013 jego kontrakt został wykupiony przez Rockets.

### Philadelphia 76ers
Dzień później jego kontrakt został przejęty przez Philadelphia 76ers. 13 listopada 2013 uzyskał rekord kariery zdobywając 36 punktów w wygranej nad Rockets. 30 czerwca 2014 został zwolniony przez 76ers.

### Žalgiris Kowno
5 sierpnia 2014 podpisał roczny kontrakt z Žalgirisem Kowno.

### Sacramento Kings
16 lipca 2015 podpisał umowę z zespołem Sacramento Kings.

## Osiągnięcia

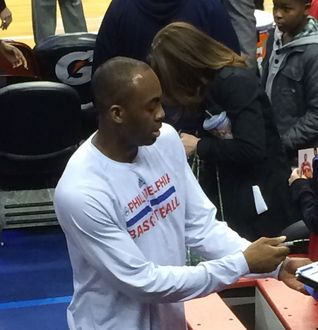
James Anderson jako zawodnik Philadelphia 76ers (2013/2014)

Stan na 13 stycznia 2020, na podstawie, o ile nie zaznaczono inaczej.
NCAA
- Uczestnik turnieju NCAA (2009, 2010)
- Koszykarz roku konferencji Big 12 (2010)[25]
- MVP turnieju Las Vegas Invitational (2010)
- Zaliczony do:
  - I składu:
    - Big 12 (2010)
    - debiutantów Big 12 (2008)

  - II składu:
    - All-American (2010)
    - Big 12 (2008, 2009)

  - składu honorable mention Big 12 (2008)

Drużynowe
- Mistrz:
  - Litwy (2015)
  - Turcji (2019)
- Wicemistrz:
  - Euroligi (2019)[26]
  - VTB/Rosji (2018)
- 4. miejsce podczas mistrzostw Turcji (2017)
- Zdobywca:
  - pucharu Litwy (2015)
  - superpucharu Turcji (2018, 2019)
- Finalista pucharu Turcji (2019)

Indywidualne
- MVP kolejki Euroligi (4 – 2014/2015)
- Uczestnik meczu gwiazd ligi litewskiej (2015)

Reprezentacja
- Brązowy medalista uniwersjady (2009)

## Statystyki

### NCAA
| Sezon   | Drużyna        | M   | S5 | MPG  | FG%   | 3P%   | FT%   | RPG | APG | SPG | BPG | PPG  |
| ------- | -------------- | --- | -- | ---- | ----- | ----- | ----- | --- | --- | --- | --- | ---- |
| 2007-08 | Oklahoma State | 33  | –  | 30,9 | 43,5% | 37,9% | 71,4% | 3,7 | 1,1 | 0,8 | 0,5 | 13,3 |
| 2008-09 | Oklahoma State | 35  | –  | 33,5 | 48,2% | 40,8% | 82,9% | 5,7 | 1,4 | 1,1 | 0,7 | 18,2 |
| 2009-10 | Oklahoma State | 33  | –  | 34,1 | 45,7% | 34,1% | 81,0% | 5,8 | 2,4 | 1,4 | 0,6 | 22,3 |
| Razem   |                | 101 | –  | 32,8 | 46,0% | 37,5% | 79,7% | 5,1 | 1,6 | 1,1 | 0,6 | 17,9 |

### NBDL
| Sezon   | Drużyna      | M | S5 | MPG  | FG%   | 3P%   | FT%   | RPG | APG | SPG | BPG | PPG  |
| ------- | ------------ | - | -- | ---- | ----- | ----- | ----- | --- | --- | --- | --- | ---- |
| 2010-11 | Austin Toros | 7 | 7  | 25,1 | 44,7% | 34,6% | 71,4% | 4,9 | 2,0 | 1,0 | 0,6 | 14,7 |
| Razem   |              | 7 | 7  | 25,1 | 44,7% | 34,6% | 71,4% | 4,9 | 2,0 | 1,0 | 0,6 | 14,7 |

### NBA
Na podstawie Basketball-Reference.com (ang.)

#### Sezon regularny
| Sezon   | Drużyna      | M   | S5 | MPG  | FG%   | 3P%   | FT%   | RPG | APG | SPG | BPG | PPG  |
| ------- | ------------ | --- | -- | ---- | ----- | ----- | ----- | --- | --- | --- | --- | ---- |
| 2010/11 | San Antonio  | 26  | 2  | 11,0 | 38,3% | 39,1% | 77,8% | 0,9 | 0,7 | 0,1 | 0,2 | 3,6  |
| 2011/12 | San Antonio  | 51  | 2  | 11,8 | 37,9% | 27,9% | 75,0% | 1,5 | 0,8 | 0,2 | 0,0 | 3,7  |
| 2012/13 | San Antonio  | 10  | 0  | 9,4  | 44,0% | 45,5% | 77,8% | 1,4 | 0,9 | 0,3 | 0,2 | 3,4  |
| 2012/13 | Houston      | 29  | 2  | 10,6 | 40,6% | 32,7% | 89,5% | 2,0 | 1,1 | 0,4 | 0,1 | 4,0  |
| 2013/14 | Philadelphia | 80  | 62 | 28,9 | 43,1% | 32,8% | 72,6% | 3,8 | 1,9 | 0,9 | 0,4 | 10,1 |
| 2015/16 | Sacramento   | 51  | 15 | 14,1 | 37,6% | 26,7% | 75,9% | 1,7 | 0,8 | 0,4 | 0,3 | 3,5  |
| Razem   |              | 247 | 83 | 17,5 | 41,1% | 32,1% | 75,5% | 2,3 | 1,2 | 0,5 | 0,2 | 5,8  |

#### Play-offy
| Sezon | Drużyna     | M  | S5 | MPG | FG%   | 3P%   | FT%   | RPG | APG | SPG | BPG | PPG |
| ----- | ----------- | -- | -- | --- | ----- | ----- | ----- | --- | --- | --- | --- | --- |
| 2012  | San Antonio | 8  | 0  | 3,9 | 44,4% | 50,0% | 50,0% | 0,6 | 0,4 | 0,1 | 0,0 | 1,4 |
| 2013  | Houston     | 2  | 0  | 9,0 | 20,0% | 0,0%  | –     | 2,0 | 0,0 | 0,0 | 0,0 | 1,0 |
| Razem |             | 10 | 0  | 4,9 | 35,7% | 28,6% | 50,0% | 0,9 | 0,3 | 0,1 | 0,0 | 1,3 |